# 志村正彦
志村 正彦（しむら まさひこ、1980年7月10日 - 2009年12月24日）は、日本のミュージシャン。ロックバンド・フジファブリックの元ボーカリストおよびギタリスト。身長172cm。

## 概要
- フジファブリックに在籍中は大半の楽曲の作詞、作曲を担当していた。
- 小学校から中学校にかけては野球少年だったが、中学時代に渡辺隆之[1]に誘われて行った奥田民生のライブを見て音楽の道を志す。それからは奥田を筆頭に、奥田の話すリスペクトミュージシャンを聴きこむ。比較的進学率の高い学校に通っていたため、「奥田のせいで道を外れた」と笑いながら冗談交じりに回想したこともある[2][3]。その他にシェリル・クロウ、レッド・ツェッペリン、AC/DC、ブラック・サバスなどの1960 - 70年代のロックを聞き親しんでいた[4]。
- 氣志團の綾小路翔、星グランマニエ、西園寺瞳はライブハウスのバイトの先輩だった。彼らの楽曲である「One Night Carnival」のインディーズ版には、志村がコーラスとして参加している[5]。
- 奥田民生、氣志團の綾小路翔をはじめ、多くのアーティストからは天才と称されている。
- クボケンジ（メレンゲ）と親交が深く、同じマンションに住み、互いの家に遊びに行く間柄であった。お互いにメンバー以外で親友と呼べる唯一の存在であったことを公言している[6][7]。
- 生前「志村會」という飲み会を開いており、志村のお別れ会の名称の由来にもなっている[8]。
- 透き通った女性ボーカルが好きで、勧められた坂本真綾の曲を好んで聴いていたという。なお、坂本もフジファブリックのファンで坂本の楽曲に山内が参加している[9]。
- 乗ろうとすると気分が悪くなるため、電車や飛行機には乗れないと語っている[10]。
- 2009年12月24日、29歳で没。前日から連絡が取れず、マネージャーが自宅を訪れた所、既にパソコンの前で事切れていたという。翌日、訃報と「病名（死因）不詳」との情報が公式サイトより出された。法名は「釈響正」。翌年1月21日、お別れ会「志村會」が開催された。
- 富士吉田市では、志村の没後、命日の12月24日前後にはフジファブリックの代表曲でもある「茜色の夕日」が行政防災無線のチャイムとして使用され、全市に流されている[11]。

### 没後
- 2013年8月、NHK総合にて「情報まるごと まるごと山梨 “がんばる甲州人”～フジファブリック志村正彦さん～」が放送[12]。
- 2014年7月12日・13日、山梨・山梨県立図書館にて「ロックの詩人 志村正彦展」が開催[13]。
- 2020年1月23日、NHK BS1「にっぽん ぐるり」にてNHK甲府放送局が制作したドキュメンタリー「ヤマナシ・クエスト 若者のすべて～フジファブリック 志村正彦がのこしたもの～」が再放送[14]。
- 2020年2月11日、NHK総合にて「ひとモノガタリ『若者のすべて～失われた世代のあなたへ～』」が放送[15]。
- 2021年11月15日、第24回 「芙蓉文化賞」に選出[16]。
- 2021年12月22日、地元の同級生の取り組みにより富士急行線下吉田駅の列車接近音としてフジファブリックの楽曲が使用される[17]。

## 使用機材

### ギター
- Fender Telecaster 1968（Blonde）
インディーズ時代からのメインギター。志村本人曰く「マネージャーから借りパクしたもの」とのことで、最晩年まで使用し続けている。
- Fender Stratocaster
黒・白・サンバーストなど複数本を所有。主に半音下げチューニングで使用された。志村が死去した後も、2010年に行われたフジフジ富士Qや、2014年の武道館公演などで山内によって使用されている。
- Fender Mustang（赤）
晩年（2007～09年）に使用。『Sugar!!』のMVにも登場している。チューニングが狂わないようトレモロを固定している。
- Gibson Les Paul Special（TV Yellow）
高校生の時に貯金をはたいて買った「初の10万円越えギター」。ライブで使用しているほか、『モノノケハカランダ』『茜色の夕日』のMVに登場している。また、ケースに「フジスペシャル」と書かれたテープが貼ってある。一度ネックが折れている。
- Gibson Les Paul Standard 1959 Historic Collection（サンバースト）
2007年に購入。晩年まで使用。
- Gibson J-50 1965
『Birthday』MVで使用。2007年に下取りされた。
- Gibson B-25
『若者のすべて』MVで使用。
- Epiphone TEXAN 1965?
『若者のすべて』MVで使用。
- HONEY Happening（年代不明）
『虹』MVで登場したビザールギター。もとは父親の所有物で、実家の倉庫にあったこのギターをアンプに繋いでみたのが志村の初めての“音出し”であったという。
- Gretsch Duo Jet（Black）
『Surfer King』PVで使用。

### アンプ
- Matchless DC-30
当時日本に3台しか無かった初期モデルで、車が買えるほど高価なものだった。ライブ中に山内が転倒した際に破損したことがある（ヒューズ交換で修復された）。
- VOX AC-30
計4台所有。
- Fender deluxe reverb'67 black panel
- Marshall JTM45 
30wという珍しい機種。

## 他アーティストへの提供曲
- Bye Bye （PUFFY）
- DOKI DOKI （PUFFY）
- どんどこ男（藤井フミヤ）

## 書籍
- 東京、音楽、ロックンロール（2009年5月16日、ロッキング・オン。ISBN 978-4-8605-2080-9）[18]
- 東京、音楽、ロックンロール 完全版（2011年1月28日、レーベルロッキング・オン。ISBN 978-4-8605-2094-6）[19]
- 志村正彦全詩集（2011年2月22日、パルコ出版。ISBN 978-4-8919-4880-1）[20]
- 志村正彦全詩集 新装版（2019年8月29日、パルコ出版。ISBN 978-4-8650-6307-3）[21]